# دهستان سراجوی غربی
دهستان سراجوی غربی یکی از دهستان‌های استان آذربایجان شرقی است که در بخش مرکزی شهرستان مراغه واقع شده‌است.